# DeLisle (Misisipi)
DeLisle es un lugar designado por el censo ubicado en el condado de Harrison en el estado estadounidense de Misisipi. En el año 2010 tenía una población de 1,147 habitantes.

## Geografía
DeLisle se encuentra ubicado en las coordenadas 30°22′59.91″N 89°16′32.47″O / 30.3833083, -89.2756861.